# Stazione di Dortmund-Dorstfeld
La stazione di Dortmund-Dorstfeld è una stazione ferroviaria della città tedesca di Dortmund.

## Movimento
La stazione è servita dalle linee S 1, S 2 e S 4 della S-Bahn.